# Anomala laetabilis
Anomala laetabilis är en skalbaggsart som beskrevs av Ohaus 1915. Anomala laetabilis ingår i släktet Anomala och familjen Rutelidae. Inga underarter finns listade i Catalogue of Life.